# خسروخاني (مقاطعة دلفان)
خسروخاني (بالفارسية: خسروخانی) هي قرية تقع في قسم ايتيوند الشمالي الريفي (مقاطعة دلفان) في إيران. يقدر عدد سكانها بـ 36 نسمة بحسب إحصاء 2016.